# 刃物鋼
刃物鋼（はものこう、英語：cutlery steel）とは、ナイフや包丁に使用される鋼で、工具鋼の一種である。
例を挙げれば、炭素鋼では日立金属の白紙鋼、青紙鋼、黄紙鋼、ステンレス鋼系では、同じく日立金属の銀紙やATS-34、愛知製鋼のAUS-8、武生特殊鋼材のV10材などが代表例。「〇紙」とは、鋼材の識別用に貼っていたラベルの色からきている。
その他にも各社それぞれ、粉末冶金法などを駆使し、特徴を持った刃物鋼を開発している。刃金が現代的に再定義されたものであり、微細均一な金属組織となるような成分、製造条件のもとに作成されている。
木材や食材の加工には未だに人が直接刃物を扱う場合が多く、その手ごたえには様々な要求があるため刃物の形態、製造方法はもちろんのこと刃物鋼の材種も多様化している。